# Burgstraße 5 (Gernrode)

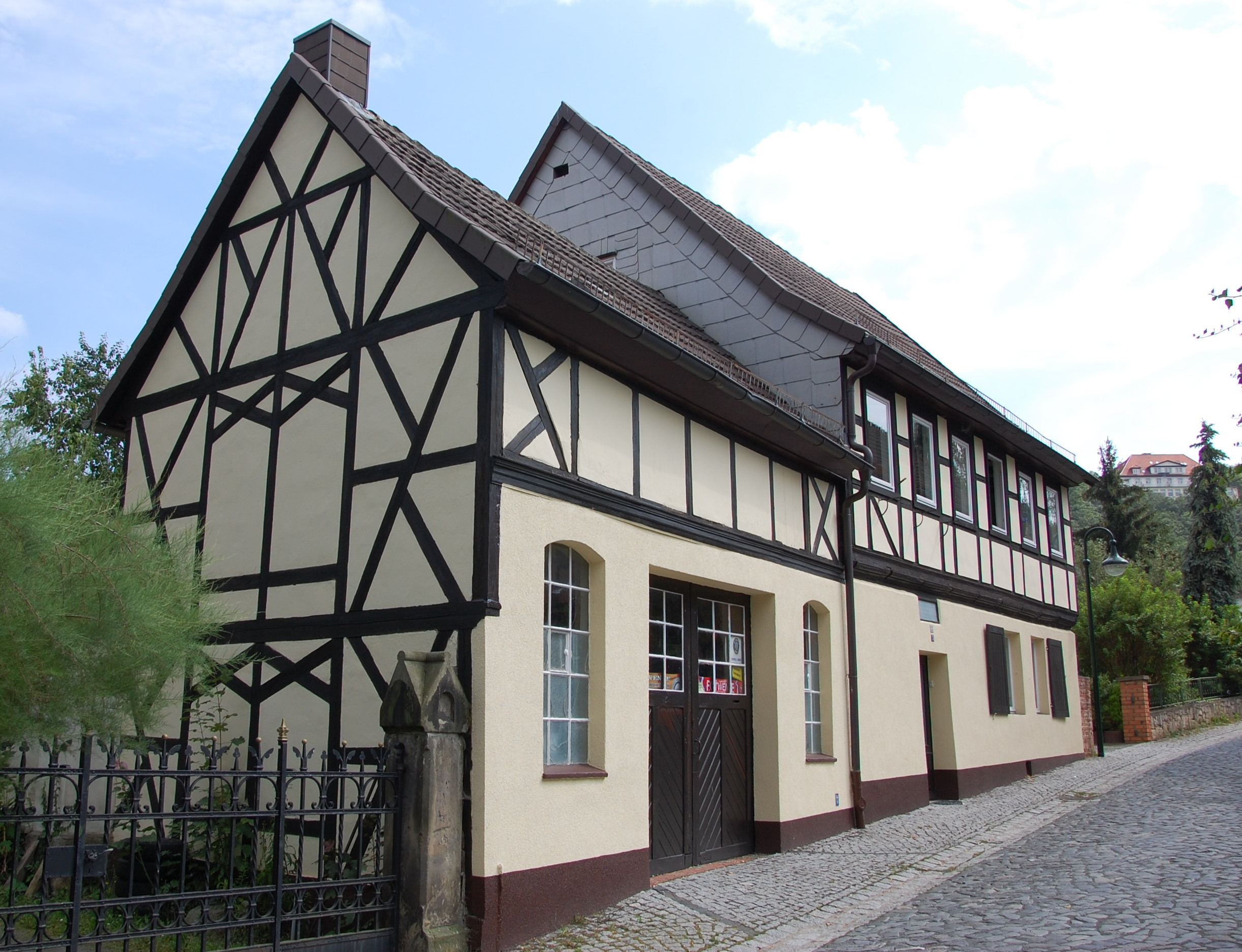
Haus Burgstraße 5

Das Haus Burgstraße 5 ist ein denkmalgeschütztes Gebäude im zur Stadt Quedlinburg in Sachsen-Anhalt gehörenden Ortsteil Stadt Gernrode.

## Lage
Das Gebäude befindet sich in der Gernröder Altstadt, östlich der Stiftskirche St. Cyriakus und ist im örtlichen Denkmalverzeichnis als Wohnhaus eingetragen.

## Architektur und Geschichte
Das zweigeschossige Fachwerkhaus entstand nach einer oberhalb der Haustür befindlichen Inschrift im Jahr 1731. Es wurde in späterer Zeit umgebaut. Das Fachwerk ist in der Form des Ständerrhythmus errichtet. Im Obergeschoss besteht eine Fensterreihung. In der zweiten Hälfte des 19. Jahrhunderts wurde seitlich ein ebenfalls in Fachwerkbauweise ausgeführtes Werkstattgebäude angefügt.